# Route 427 (Islande)
Pour les articles homonymes, voir Route 427.
La route 427, en islandais Þjóðvegur 427 ou Suðurstrandarvegur, est une route d'Islande reliant Grindavík à Þorlákshöfn en longeant la côte méridionale de la Reykjanesskagi.

## Trajet
- Þorlákshöfn
- -  - vers Hveragerði
- -  - vers le port de Þorlákshöfn
- - 3991 - vers la Strandarkirkja
- - 3999 - vers les fermes de Vogsósar
- -  - vers Seltún, Hafnarfjörður et Reykjavik
- -  - vers le Djúpavatn
- Grindavík
- -  - vers le Lagon bleu, la centrale géothermique de Svartsengi, Keflavík et Reykjavik